# Loren Allred
Loren Allred (* 7. September 1989) ist eine US-amerikanische Sängerin und Songwriterin aus Salt Lake City.

## Biografie
Loren Allred stammt aus einer musikalischen Familie. Ihre Mutter Carol Ann Allred ist eine bekannte Sopranistin, ihr Vater Brady R. Allred ist Dirigent und Chorleiter. Aufgewachsen ist sie in Pennsylvania, sie zog aber im Jugendalter nach Utah, als ihr Vater die Leitung der Salt Lake Choral Artists übernahm. Sie bekam Gesangsunterricht und studierte Musiktheater an der Weber State University in Ogden und am Berklee College of Music von Boston. Ihre selbst erstellten Videos bei YouTube wurden vom Sänger Ne-Yo entdeckt und brachten ihr einen Plattenvertrag mit seinem Label Island/Def Jam.
2012 nahm Allred an der dritten Staffel von The Voice teil. Sie schaffte es auch in die Live-Shows, schied dann aber in Woche 1 aus. Zwei Jahre später meldete sie sich für ein Film-Musical-Projekt der Autoren Benj Pasek und Justin Paul. Sie wurde engagiert als Gesangsstimme für die Schauspielerin Rebecca Ferguson, die eine Hauptrolle in The Greatest Showman spielte. Inzwischen waren die beiden Autoren durch La La Land und Dear Evan Hansen berühmt geworden, und so wurde auch The Greatest Showman ein großer Erfolg. Der Filmsoundtrack erreichte Platz 1 der US-Albumcharts und mehrere Songs waren in den Singlecharts zu finden, darunter auch das von Allred gesungene Never Enough.
2022 nahm Allred an der 15. Staffel von Britain’s Got Talent teil und sang den Song Never Enough. Von Amanda Holden erhielt sie für ihren Vortrag den Goldenen Buzzer.

## Diskografie
Lieder
- bei The Voice (2012)
  - You Know I’m No Good (Original: Amy Winehouse)
  - Need You Now (Original: Lady Antebellum)
  - When Love Takes Over (Original: David Guetta & Kelly Rowland)
  - All Around the World (Original: Lisa Stansfield)
- Filmsoundtrack The Greatest Showman (2017)
  - Never Enough
  - Never Enough (Reprise) (UK Gold)

## Auszeichnungen für Musikverkäufe
| Goldene Schallplatte - Dänemark - 2023: für die Single Never Enough - Frankreich - 2025: für die Single Never Enough - Italien - 2021: für die Single Never Enough - Kanada - 2022: für die Single Never Enough (Reprise) - Neuseeland - 2024: für die Single Never Enough (Reprise) - Portugal - 2022: für die Single Never Enough | Platin-Schallplatte - Neuseeland - 2020: für die Single Never Enough - Spanien - 2024: für die Single Never Enough 2× Platin-Schallplatte - Kanada - 2022: für die Single Never Enough |

Anmerkung: Auszeichnungen in Ländern aus den Charttabellen bzw. Chartboxen sind in ebendiesen zu finden.
| Land/RegionAuszeichnungen für Musikverkäufe (Land/Region, Auszeichnungen, Verkäufe, Quellen) | Gold     | Platin     | Verkäufe  | Quellen             |
| -------------------------------------------------------------------------------------------- | -------- | ---------- | --------- | ------------------- |
| Dänemark (IFPI)                                                                              | Gold1    | —          | 45.000    | ifpi.dk             |
| Frankreich (SNEP)                                                                            | Gold1    | —          | 100.000   | snepmusique.com     |
| Italien (FIMI)                                                                               | Gold1    | —          | 35.000    | fimi.it             |
| Kanada (MC)                                                                                  | Gold1    | 2× Platin2 | 200.000   | musiccanada.com     |
| Neuseeland (RMNZ)                                                                            | Gold1    | Platin1    | 45.000    | radioscope.co.nz    |
| Portugal (AFP)                                                                               | Gold1    | —          | 5.000     | Einzelnachweise     |
| Spanien (Promusicae)                                                                         | —        | Platin1    | 60.000    | elportaldemusica.es |
| Vereinigte Staaten (RIAA)                                                                    | —        | 2× Platin2 | 2.000.000 | riaa.com            |
| Vereinigtes Königreich (BPI)                                                                 | Gold1    | 3× Platin3 | 2.200.000 | bpi.co.uk           |
| Insgesamt                                                                                    | 7× Gold7 | 9× Platin9 |           |                     |